# Balaganskij rajon
Il Balaganskij rajon (in russo Балаганский район?) è un rajon dell'Oblast' di Irkutsk, nella Siberia sud orientale; il capoluogo è Balagansk.
Il territorio è composto prevalentemente da foreste (il che favorisce l'industria del legname), mentre il resto è dedicato all'agricoltura, che è la principale attività economica; sono presenti anche giacimenti di limo, sfruttati per l'edilizia.